# Deinanthe caerulea
Deinanthe caerulea là một loài thực vật có hoa trong họ Tú cầu. Loài này được Stapf mô tả khoa học đầu tiên năm 1911.

## Hình ảnh

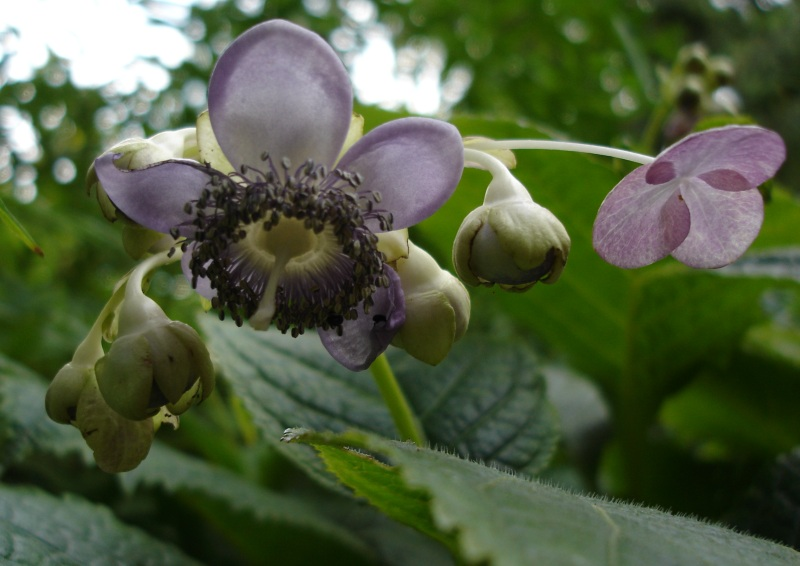
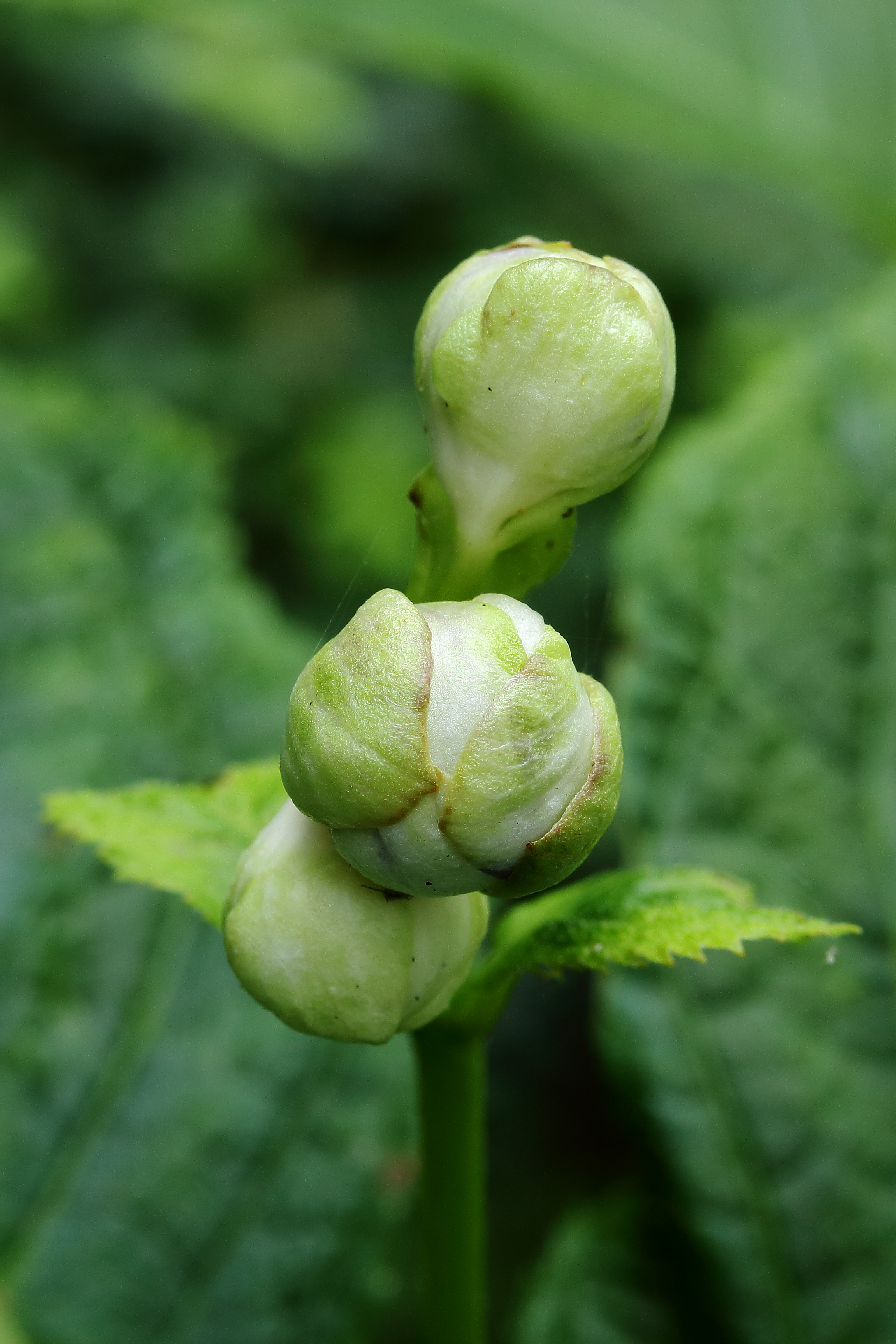
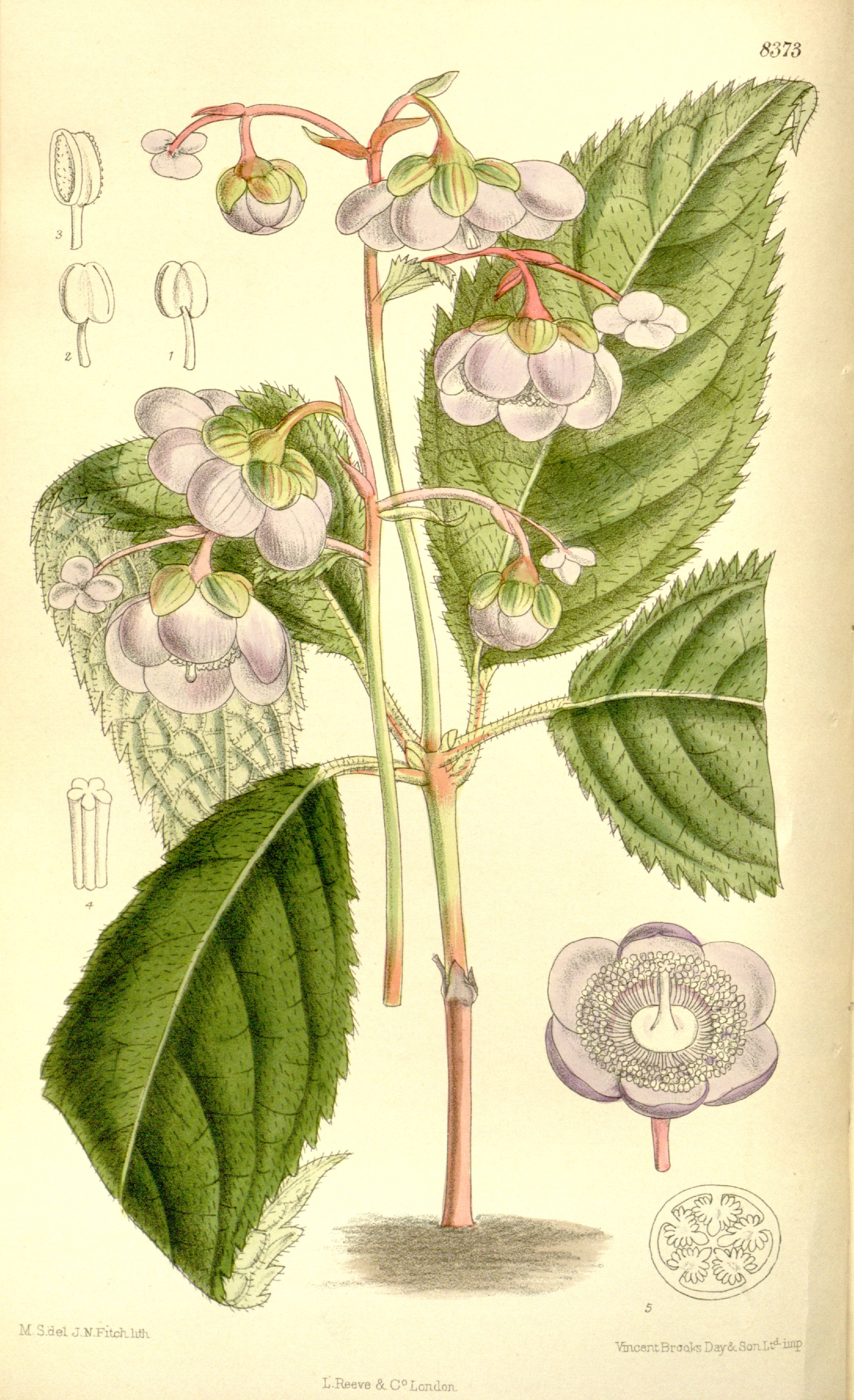
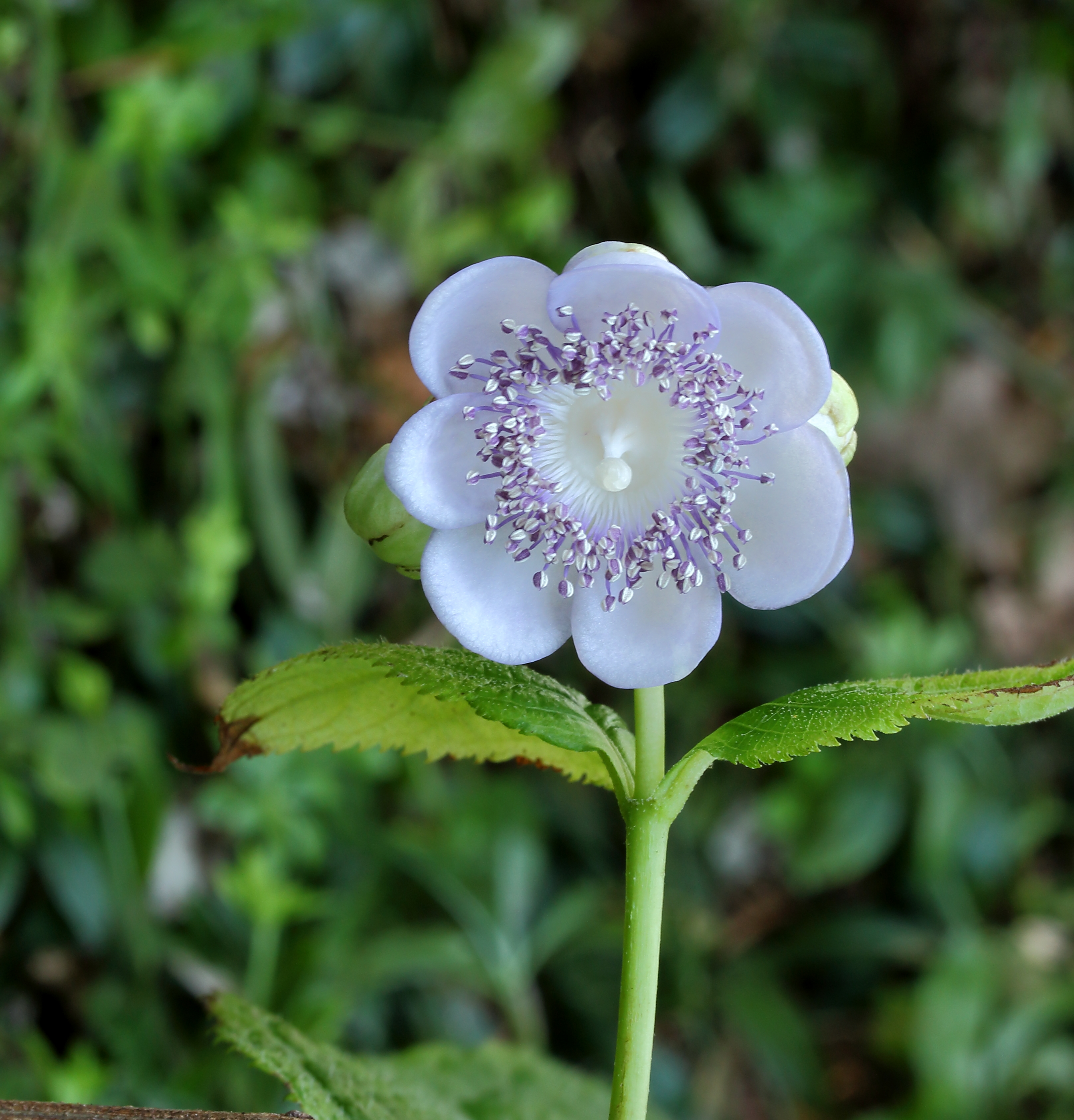